# Mario Pizziolo
Mario Pizziolo (ur. 7 grudnia 1909 w Pescarze, zm. 30 kwietnia 1990 we Florencji), włoski piłkarz, pomocnik. Mistrz świata z roku 1934.
Trenował w młodzieżowych zespołach AS Livorno, Ternany oraz AC Pistoiese (w jego pierwszym zespole grał w latach 1924–1929). W 1929 został zawodnikiem Fiorentiny, grającej jeszcze w Serie B. W 1931 zespół awansował do pierwszej ligi. Do 1936 rozegrał w barwach florenckiego klubu 197 spotkań i strzelił 3 bramki.
W reprezentacji Włoch w latach 1933–1936 wystąpił w 12 spotkaniach i zdobył jedną bramkę. Podczas MŚ 34 zagrał w dwóch meczach Italii, z USA oraz pierwszym meczu z Hiszpanią.